# Hạm đội Thái Bình Dương Hoa Kỳ
Hạm đội Thái Bình Dương Hoa Kỳ là một bộ tư lệnh Hải quân cấp chiến trường của các lực lượng vũ trang Quân đội Hoa Kỳ dưới quyền kiểm soát hoạt động của Bộ Chỉ huy Thái Bình Dương Hoa Kỳ (Tháng 5 năm 2018 đổi tên thành Bộ Tư lệnh Ấn Độ Dương-Thái Bình Dương Hoa Kỳ).
Cảng nhà của hạm đội là Căn cứ Hải quân Trân Châu Cảng, Hawaii và dưới quyền chỉ huy của Tư lệnh Hạm đội Thái Bình Dương Hoa Kỳ, một đô đốc bốn sao. Trước ngày 24 tháng 10 năm 2002, tư lệnh có chức vụ là Tổng tư lệnh Hạm đội Thái Bình Dương.
Một Hạm đội Thái Bình Dương được thành lập vào năm 1907 khi Hải đoàn châu Á (Asiatic Squadron) và Hải đoàn Thái Bình Dương sáp nhập lại với nhau. Năm 1910, các chiến hạm của Hải đoàn 1 được tái tổ chức thành một Hạm đội châu Á riêng biệt. Tổng Chỉ thị ngày 6 tháng 12 năm 1922 tổ chức thành Hạm đội Hoa Kỳ với Hạm đội Chiến đấu như là hạm đội có mặt tại Thái Bình Dương.
Hiện thân thời nay của hạm đội là từ lúc phân chia Hạm đội Hoa Kỳ ra thành Hạm đội Đại Tây Dương và Hạm đội Thái Bình Dương trước Chiến tranh thế giới thứ hai.
Cho đến tháng 5 năm 1940, đơn vị này đóng căn cứ bên duyên hải phía tây của Hoa Kỳ. Trong mùa hè năm đó, để đối phó với Chủ nghĩa Bành trướng Nhật Bản, hạm đội được lệnh tìm một vị trí tiền phương tại Trân Châu Cảng, Hawaii. Việc hạm đội đóng căn cứ lâu dài tại Trân Châu Cảng bị Đô đốc James O. Richardson phản đối kịch liệt và chính ông đã phản đối chuyện này với Washington. Ông bị tước quyền tư lệnh vì các lý do chính trị và được Đô đốc Husband E. Kimmel, người giữ chức tư lệnh lúc có cuộc tấn công Trân Châu Cảng, thay thế.
Đô đốc Claude C. Bloch chỉ huy khu hải quân địa phương tại Trân Châu Cảng (khu hải quân này biệt lập với hạm đội) trong lúc có cuộc tấn công.

## Cơ cấu hiện tại
Hiện tại, Hạm đội Thái Bình Dương gồm có hai hạm đội mang số là Hạm đội 3 và Hạm đội 7 cũng như Không quân Hải quân Thái Bình Dương, Lực lượng Tàu nổi Hải quân Thái Bình Dương, Lực lượng Tàu ngầm Hải quân Thái Bình Dương và các bộ tư lệnh khác.

## Các tư lệnh

### Những năm đầu
- Roger N. Stembel 1872 theo sau bởi nhiều tư lệnh
- William H. H. Southerland (1912–1913)
- Cameron McRae Winslow (13 tháng 9 năm 1915 – 29 tháng 7 năm 1916)
- William B. Caperton (28 tháng 7 năm 1916 – 30 tháng 4 năm 1919)
- Hugh Rodman (tháng 7 năm 1919 – 1921)

### 1941 – hiện nay
- Đô đốc James O. Richardson (tháng 1 năm 1940 - 1 tháng 2 năm 1941)
- Chuẩn Đô đốc Husband E. Kimmel (1 tháng 2 năm 1941 - 17 tháng 12 năm 1941) (trong cuộc tấn công Trân Châu Cảng)
- Thủy sư Đô đốc Chester W. Nimitz (31 tháng 12 năm 1941 - 24 tháng 11 năm 1945) (khởi đầu Chiến tranh Thái Bình Dương)
- Đô đốc Raymond A. Spruance (24 tháng 11 năm 1945 - 1 tháng 2 năm 1946)
- Đô đốc John H. Towers (1 tháng 2 năm 1946 - 28 tháng 2 năm 1947)
- Đô đốc Louis E. Denfeld (28 tháng 2 năm 1947 - 3 tháng 12 năm 1947)
- Đô đốc DeWitt C. Ramsey (12 tháng 1 năm 1948 - 30 tháng 4 năm 1949)
- Đô đốc Arthur W. Radford (30 tháng 4 năm 1949 - 10 tháng 7 năm 1953)
- Đô đốc Felix B. Stump (10 tháng 7 năm 1953 - 14 tháng 1 năm 1958)
- Đô đốc Maurice E. Curts (14 tháng 1 năm 1958 - 1 tháng 2 năm 1958)
- Đô đốc Herbert G. Hopwood (1 tháng 2 năm 1958 - 30 tháng 8 năm 1960)
- Đô đốc John H. Sides (30 tháng 8 năm 1960 - 30 tháng 9 năm 1963)
- Đô đốc U.S. Grant Sharp, Jr. (30 tháng 9 năm 1963 - 26 tháng 7 năm 1964)
- Đô đốc Thomas H. Moorer (26 tháng 6 năm 1964 - 30 tháng 3 năm 1965)
- Đô đốc Roy L. Johnson (30 tháng 3 năm 1965 - 30 tháng 11 năm 1967)
- Đô đốc John J. Hyland (30 tháng 11 năm 1967 - 5 tháng 12 năm 1970)
- Đô đốc Bernard A. Clarey (5 tháng 12 năm 1970 - 30 tháng 9 năm 1973)
- Đô đốc Maurice F. Weisner (30 tháng 9 năm 1973 - 12 tháng 8 năm 1976)
- Đô đốc Thomas B. Hayward (12 tháng 8 năm 1976 - 9 tháng 5 năm 1978)
- Đô đốc Donald C. Davis (9 tháng 5 năm 1978 - 31 tháng 7 năm 1981)
- Đô đốc James D. Watkins (31 tháng 7 năm 1981 - 28 tháng 5 năm 1982)
- Đô đốc Sylvester R. Foley (28 tháng 5 năm 1982 - 16 tháng 9 năm 1985)
- Đô đốc James A. Lyons Jr. (16 tháng 9 năm 1985 - 30 tháng 9 năm 1987)
- Đô đốc David E. Jeremiah (30 tháng 9 năm 1987 - 15 tháng 2 năm 1990)
- Đô đốc Charles R. Larson (15 tháng 2 năm 1990 - 15 tháng 2 năm 1991)
- Đô đốc Robert J. Kelly (15 tháng 2 năm 1991 - 6 tháng 8 năm 1994)
- Đô đốc Ronald J. Zlatoper (6 tháng 8 năm 1994 - 7 tháng 11 năm 1996)
- Đô đốc Archie R. Clemins (7 tháng 11 năm 1996 - 8 tháng 10 năm 1999)
- Đô đốc Thomas B. Fargo (8 tháng 10 năm 1999 - 4 tháng 5 năm 2002)
- Đô đốc Walter F. Doran (4 tháng 5 năm 2002 - 8 tháng 7 năm 2005)
- Đô đốc Gary Roughead (8 tháng 7 năm 2005 - 8 tháng 5 năm 2007)
- Đô đốc Robert F. Willard (8 tháng 5 năm 2007 -)